# Furo
Furo (風 呂) ili češće nazvano ofuro (お 風 呂) jeste japansko kupatilo. Konkretno, to je tip kupatila koji odlikuje kratka drvena kada strmih strana. Kade ovog tipa se nalaze širom Japana u kućama, stanovima i tradicionalnim japanskim restoranima (ryokans), ali su sada obično napravljene od plastike ili nerđajućeg čelika. Furo se razlikuje od konvencionalne zapadne kade u tome što je dublje gradnje, obično od 0,6 m (25 inča). Stranice su više kvadratne nego zaobljene. Uglavnom nemaju odvodni slivnik. Tradicionalne furoe, koji su se nekada izrađivali od livenog gvožđa, grejale su peći na drva ugrađene ispod njih. Furo se obično ostavljao preko noći napunjen vodom, a zatim u nekim domaćinstvima se voda ponovo koristila ili reciklirala za pranje odeće sledećeg dana. Kao i na zapadu, dešavalo se da više od jednog člana porodice koristi istu vodu za kupatilo, te je zbog toga Japancima bilo jako važno biti potpuno čist pre ulaska u kupatilo. Ova vrsta furoa bila je prethodnica savremene vruće kadice u zapadnom stilu. Furo je deo japanskog rituala kupanja, i važno je napomenuti da nije namenjen za pranje, već za opuštanje i zagrevanje. Pranje (kupanje) se odvija posebno izvan furoa. Potrebno je prethodno se istuširati, pa zatim ući u vodu. Generalno japanska kupatila su mala u skladu sa zapadnim standardima, tako da je kupatilo uglavnom organizovano kao prostor za tuširanje koji sadrži furo. Budući da je kupatilo kompletno vlažno , u modernim zgradama zagrevanje se vrši putem klima uređaja. Voda je vruća, obično oko 38-42 stepena Celzijusa. Savremeni furo može biti napravljen od akrila, opremljen sistemom za recirkulaciju koji filtrira i ponovo zagreva vodu. Ovaj sistem je povezan sa grejačem tople vode, bilo da se radi o gasnim / propanskim ili električnim / toplotnim pumpama. Luksuzni modeli se i dalje izrađuju od tradicionalnog i skupog drveta kao što je hinoki, a naknadno mogu biti opremljeni modernijom opremom.